# Richard Dougherty
Richard Leo "Dick" Dougherty, född 5 augusti 1932 i Fort Frances i Ontario, död 23 november 2016 i Green Bay i Wisconsin, USA, var en amerikansk ishockeyspelare.
Dougherty blev olympisk silvermedaljör i ishockey vid vinterspelen 1956 i Cortina d'Ampezzo.